# HD 61672
HD 61672，又名CD-26 4722，SAO 174219、HR 2956，是一颗恒星，视星等为6.5，位于銀經242.09，銀緯-2.35，其B1900.0坐标为赤經7h 35m 21s，赤緯-26° -2.35′ 0″。